# Nová Ves (České Budějovice-i járás)
Nová Ves település Csehországban, a České Budějovice-i járásban. Nová Ves Strážkovice, Staré Hodějovice, Nedabyle, Borovnice, Doubravice és Ledenice településekkel határos. Lakosainak száma 778 fő (2024. január 1.).

## Népesség
A település lakosságának változását az alábbi diagram mutatja:
| Lakosok száma | 259  | 286  | 393  | 470  | 512  | 542  | 729  | 739  | 776  | 778  |
|               | 1869 | 1890 | 1921 | 1950 | 1980 | 2001 | 2017 | 2019 | 2022 | 2024 |